# Checun (köpinghuvudort i Kina, Henan Sheng, lat 33,80, long 112,12)
Checun är en köpinghuvudort i Kina. Den ligger i provinsen Henan, i den centrala delen av landet, omkring 180 kilometer sydväst om provinshuvudstaden Zhengzhou. Antalet invånare är 50 219. Befolkningen består av 23 842 kvinnor och 26 377 män. Barn under 15 år utgör 21,0 %, vuxna 15-64 år 69 %, och äldre över 65 år 8,0 %.
Runt Checun är det ganska tätbefolkat, med 185 invånare per kvadratkilometer. Checun är det största samhället i trakten. I omgivningarna runt Checun växer i huvudsak blandskog.
Genomsnittlig årsnederbörd är 872 millimeter. Den regnigaste månaden är juli, med i genomsnitt 151 mm nederbörd, och den torraste är december, med 5 mm nederbörd.